# André Luiz de Souza Silva
André Luiz de Souza Silva (* 17. September 1974), auch bekannt als Biju, ist ein ehemaliger brasilianischer Fußballspieler.

## Karriere
Biju begann seine Karriere 1996 bei Goytacaz FC. Von 1997 bis 1998 war er außerdem noch beim Zweitligisten Americano FC (RJ) und União São João EC unter Vertrag. 1999 wechselte er zum japanischen Zweitligisten Consadole Sapporo. 2000 feierte er mit dem Verein die Zweitligameisterschaft und den Aufstieg in die erste Liga. Für den Verein bestritt er 102 Ligaspiele und schoss dabei 10 Tore. 2003 wechselte er zu Kyōto Purple Sanga. Am Ende der J1 League 2003 stieg der Verein in die zweite Liga ab. 2005 wechselte er zu Sagan Tosu. 2006 wechselte er zum Erstligisten Ventforet Kofu. Von 2007 bis 2008 war er beim Zweitligisten Mito Hollyhock unter Vertrag. Danach spielte er bei Zweigen Kanazawa. 2009 beendete er seine Karriere als Fußballspieler.